# Новоспасский сельсовет (Тамбовская область)
Новоспасский сельсовет — сельское поселение в Первомайском районе Тамбовской области.
Административный центр — посёлок Заводской.

## Население
| 2010  | 2012  | 2013  | 2014  | 2015  | 2016  | 2017  |
| ----- | ----- | ----- | ----- | ----- | ----- | ----- |
| 2906  | ↘2844 | ↘2829 | ↘2781 | ↘2769 | ↘2733 | ↘2688 |
| 2018  | 2019  | 2020  | 2021  |       |       |       |
| ↘2629 | ↘2576 | ↘2571 | ↗2573 |       |       |       |

## Состав сельского поселения
| № | Населённый пункт         | Тип населённого пункта          | Население |
| - | ------------------------ | ------------------------------- | --------- |
| 1 | Бригадирское лесничество | населённый пункт                | 40        |
| 2 | Заводской                | посёлок, административный центр | 1086      |
| 3 | Ивано-Пущино             | деревня                         | 46        |
| 4 | Иловай-Бригадирское      | село                            | 647       |
| 5 | Новоспасское             | село                            | ↗819      |
| 6 | Фонвизино                | деревня                         | 268       |